# Manaquí ventregroc
La manaquí ventregroc (Neopelma sulphureiventer) és un ocell de la família dels píprids (Pipridae).
Viu entre la malesa del bosc a les terres baixes, a l'est del Perú, nord i est de Bolívia i oest del Brasil.